# Numeració ciríl·lica
El sistema de numeració ciríl·lica va ser derivat de l'alfabet ciríl·lic, usat pels pobles eslaus del sud i l'est europeus. El sistema va ser usat a Rússia fins al segle xviii, quan Pere el Gran el va canviar pel sistema de numeració aràbiga.
El sistema era pseudodecimal, estava basat en la numeració grega i s'escrivia amb les corresponents grafemes de l'alfabet ciríl·lic. Cada lletra estava assignada a una unitat (1, 2… 9), a un múltiple de deu (10, 20… 90) i a un múltiple de cent (100, 200… 900). Els nombres s'escrivien tal com es pronunciaven, normalment d'esquerra a dreta, amb l'excepció dels nombres de l'11 al 19. Aquests nombres es pronunciaven i escrivien de dreta a esquerra. Per exemple, el 17 es pronuncia sem-na-dzat ('set-més de-deu'), similar al català "setze". Per poder convertir nombres ciríl·lics a Numeració aràbiga o aràbica era necessari sumar totes les figures de què es componia el nombre.
Com que les grafemes de l'alfabet i els símbols numèrics ciríl·lics són idèntics, per distingir uns dels altres els nombres s'escrivien amb un títol o titlo (҃) a sobre; encara que el "titlo" no era precisament un signe diacrític, s'usava com a tal en aquest cas, tal com es pot apreciar en els nombres reproduïts a baix. Així mateix, si el nombre era major de 1000, s'escrivia el signe des milers (҂) abans del nombre, era necessari escriure el signe de miler amb la respectiva lletra de les unitats.

## Taula de les correspondències dels nombres i lletres
El sistema de numeració ciríl·lic reprodueix gairebé lletra per lletra el sistema de numeració grec. Les paraules entre parèntesis estan en rus i en català.
| Nombre | Alfabet grec  | Alfabet ciríl·lic             | Alfabet ciríl·lic | Glagolític                        | Glagolític |
| ------ | ------------- | ----------------------------- | ----------------- | --------------------------------- | ---------- |
| 1      | Α, α          | А (az, jo)                    |                   | А (az, jo)                        |            |
| 2      | Β, β          | В (vedi, sé)                  |                   | Б (buki, lletra)                  |            |
| 3      | Γ, γ          | Г (glagolь, paraula o parlar) |                   | В (vedi, sé)                      |            |
| 4      | Δ, δ          | Д (dobro, bo o bé)            |                   | Г (glagolь, paraula o parlar)     |            |
| 5      | Ε, ε          | Е (iestь, ser o és)           |                   | Д (dobro, bo o bé)                |            |
| 6      | Ϛ, ϛ (stigma) | S (zelo, molt)                |                   | Е (iestь, ser o és)               |            |
| 7      | Ζ, ζ          | З (zemlià, terra)             |                   | Ж (jivete, visqueu)               |            |
| 8      | Η, η          | И (ije, el qual o així com)   |                   | S (zelo, molt)                    |            |
| 9      | Θ, θ          | Ѳ (fita)                      |                   | З (zemlià, terra)                 |            |
| 10     | Ι, ι          | I (i)                         |                   | I (i)                             |            |
| 20     | Κ, κ          | К (kako, com)                 |                   | И (ije, el qual o així com)       |            |
| 30     | Λ, λ          | Л (liudi, persones)           |                   | Ћ (guervь, significat desconegut) |            |
| 40     | Μ, μ          | М (mýslite, penseu)           |                   | К (kako, com)                     |            |
| 50     | Ν, ν          | Н (naix, nostre)              |                   | Л (liúdi, persones)               |            |
| 60     | Ξ, ξ          | Ѯ (ksi)                       |                   | М (mýslite, penseu)               |            |
| 70     | Ο, ο          | О (on, ell)                   |                   | Н (naix, nostre)                  |            |
| 80     | Π, π          | П (pokoi, tranquil·litat)     |                   | О (on, ell)                       |            |
| 90     | Ϟϟ (qoppa)    | Ч (txervь, cuc)               |                   | П (pokoi, tranquil·litat)         |            |
| 100    | Ρ, ρ          | Р (rtsy, parla)               |                   | Р (рцы)                           |            |
| 200    | Σ, ς          | С (slovo, mot)                |                   | С (slovo, mot)                    |            |
| 300    | Τ, τ          | Т (tverdo, dur)               |                   | Т (tverdo, dur)                   |            |
| 400    | Ο, ο i Υ, υ   | У (uk)                        |                   | У (uk)                            |            |
| 500    | Φ, φ          | Ф (fert)                      |                   | Ф (fert)                          |            |
| 600    | Χ, χ          | Х (kher)                      |                   | Х (kher)                          |            |
| 700    | Ψ, ψ          | Ѱ (psi)                       |                   | Ѡ (ot, de)                        |            |
| 800    | Ω, ω          | Ѡ (omega)                     |                   | Щ (xta)                           |            |
| 900    | Ϡϡ (sampi)    | Ц (tsý)                       |                   | Ц (tsý)                           |            |
| 1000   | —             | ҂а                            |                   | Ч (txervь, cuc)                   |            |

Exemples:
- -1706
- -7118 (any de la Creació, equivalent a 1610 EC)

La numeració glagolítica també funcionava així, llevat pel fet que els valors numèrics s'assignaven per l'ordre alfabètic de la llengua glagolítica, en comptes de prendre'ls verbatim de l'alfabet grec.